# Neolucanus vicinus
Neolucanus vicinus es una especie de coleóptero de la familia Lucanidae.

## Distribución geográfica
Habita en Vietnam.